# Z regulatorna sekvenca
Z je regulatorna sekvenca za insulinski gen.